# Zenkerellinae
Sous-famille
Zenkerellinae est une sous-famille de mammifères rongeurs de la famille des Anomaluridae. C'est le zoologiste allemand Paul Matschie (1861-1926) qui l'a créée en 1898. Cette sous-famille contient deux genres d'écureuils volants africains.

## Liste des genres
Selon Mammal Species of the World (version 3, 2005)  (11 oct. 2012) et ITIS (11 oct. 2012) :
- genre Idiurus Matschie, 1894
- genre Zenkerella Matschie, 1898